# Arvid August Afzelius

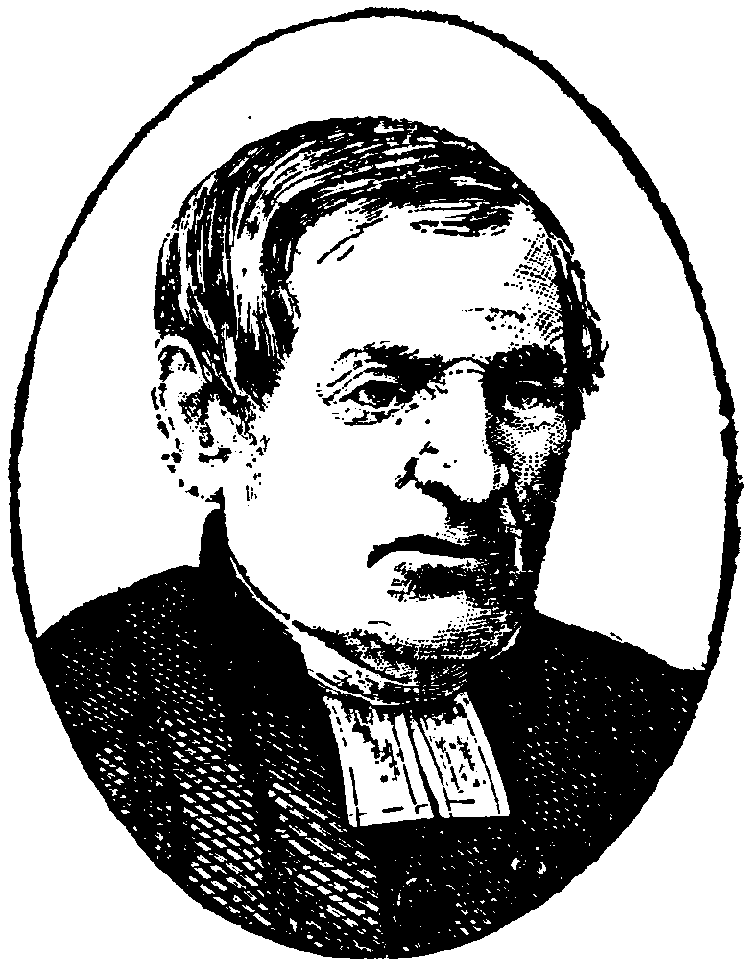
Arvid August Afzelius

Arvid August Afzelius (6 de maig de 1785, Hornborga - 25 de setembre de 1871, Enköping) va ser un botànic, pastor, poeta, historiador, mitòleg suec. Era fill del ministre de Falkirk Per Afzelius i de Inga Magdalena Lundström. Va estudiar a la Universitat d'Upsala i es va doctorar l'any 1809. A partir de 1810 fou professor a l'escola Frimurarbarnhusets d'Estocolm.
L'any 1811, va ser ordenat sacerdot a Skara, i aviat es va convertir en predicador. Durant aquest temps es va conèixer amb el famós filòleg danès Rasmus Christian Rask. Per invitació de Afzelius, Rask va viure a la casa seva (1816-1818), i d'ell va aprendre molt sobre la literatura islandesa. En 1821, es va convertir en vicari d'Enköping.
Es va casar l'any 1816 amb la baronessa Sophia Ottiliana Ramsay. L'any 1831 ho feu amb Sophia Charlotte Fernbohm; i l'any 1848 amb Wilhelmina Elisabeth Elfstrom. Va tenir un total de 17 fills, dels quals onze li van sobreviure. Entre ells es poden esmentar al farmacèutic Fridlef Afzelius i el predicador Henry Afzelius.
Des de 1828 fins a la seva mort va ser rector d'Enköping. Va ser conegut principalment com un col·laborador del savi historiador Erik Gustaf Geijer, en la gran col·lecció de cançons populars sueques, Svenska folk-visor från forntiden, en tres parts. (Estocolm, 1814-1817).
Va publicar també les traduccions de Edda poetica i Hervarar saga, i una història de Suècia amb Carles XII (amb una traducció alemanya publicada en 1842), així com poemes originals.

## Altres publicacions
- 2012. Swenska Folkets Sago-H Fder... Ed. reimpresa de Nabu Press, 360 pàg. ISBN 1277913846
- 2010. Minnen. Ed. reimpresa de BiblioBazaar, 598 pàg. ISBN 1148075569
- 2010. Svenska Folk-Visor Frn Forntiden. Vol. 3. Amb Erik Gustaf Geijer. Ed. reimpresa de BiblioBazaar, 258 pàg. ISBN 1148532811
- 1868. Swenska folkets sago-häfder: eller Fäderneslandets historia, sådonen hon lefwat och till en del ännu lefwer i sägner, folksånger och andra minnesmärken. Till läsning för folket. Vols. 6-7. Ed. Z. Haeggström, viii+ 313 pàg. 1868 en línia[Enllaç no actiu]